# Mubadala Silicon Valley Classic 2019 - Qualificazioni singolare
Le qualificazioni del singolare femminile del Mubadala Silicon Valley Classic 2019 sono state un torneo di tennis preliminare per accedere alla fase finale della manifestazione. Le vincitrici dell'ultimo turno sono entrate di diritto nel tabellone principale. In caso di ritiro di una o più giocatrici aventi diritto a queste sono subentrati le lucky loser, ossia le giocatrici che hanno perso nell'ultimo turno ma che avevano una classifica più alta rispetto alle altre partecipanti che avevano comunque perso nel turno finale.

## Teste di serie
1. Tímea Babos (qualificata)
2. Wang Xiyu (ultimo turno)
3. Priscilla Hon (ultimo turno)
4. Danielle Lao (ultimo turno)

1. Kristie Ahn (qualificata)
2. Liang En-shuo (ultimo turno, ritirata)
3. Jovana Jakšić (primo turno)
4. Harmony Tan (qualificata)

## Qualificate
1. Tímea Babos
2. Mayo Hibi

1. Harmony Tan
2. Kristie Ahn

## Tabellone

### Legenda
| - Q = Qualificato - WC = Wild card - LL = Lucky loser | - ALT = Alternate - SE = Special Exempt - PR = Protected Ranking | - w/o = Walkover - r = Ritirato - d = Squalificato |

### Sezione 1
|  | Primo turno | Primo turno     | Primo turno     | Primo turno | Primo turno |  |  | Ultimo turno | Ultimo turno  | Ultimo turno  | Ultimo turno | Ultimo turno |  |
|  |             |                 |                 |             |             |  |  |              |               |               |              |              |  |
|  | 1           | Tímea Babos     | 7               | 2           | 7           |  |  |              |               |               |              |              |  |
|  | WC          | Katrina Scott   | 5               | 6           | 5           |  |  | 1            | Tímea Babos   | Tímea Babos   | 5            |              |  |
|  |             | Nadiia Kichenok | Nadiia Kichenok | 1           | 64          |  |  | 6            | Liang En-shuo | Liang En-shuo | 2            | r            |  |
|  | 6           | Liang En-shuo   | Liang En-shuo   | 6           | 7           |  |  |              |               |               |              |              |  |

### Sezione 2
|  | Primo turno | Primo turno    | Primo turno    | Primo turno | Primo turno |  |  | Ultimo turno | Ultimo turno | Ultimo turno | Ultimo turno | Ultimo turno |  |
|  |             |                |                |             |             |  |  |              |              |              |              |              |  |
|  | 2           | Wang Xiyu      | Wang Xiyu      | 6           | 6           |  |  |              |              |              |              |              |  |
|  |             | Ashley Kratzer | Ashley Kratzer | 3           | 1           |  |  | 2            | Wang Xiyu    | 6            | 65           | 2            |  |
|  |             | Mayo Hibi      | Mayo Hibi      | 6           | 6           |  |  |              | Mayo Hibi    | 2            | 7            | 6            |  |
|  | 7           | Jovana Jakšić  | Jovana Jakšić  | 1           | 0           |  |  |              |              |              |              |              |  |

### Sezione 3
|  | Primo turno | Primo turno   | Primo turno   | Primo turno | Primo turno |  |  | Ultimo turno | Ultimo turno  | Ultimo turno | Ultimo turno | Ultimo turno |  |
|  |             |               |               |             |             |  |  |              |               |              |              |              |  |
|  | 3           | Priscilla Hon | Priscilla Hon | 6           | 6           |  |  |              |               |              |              |              |  |
|  |             | Shūko Aoyama  | Shūko Aoyama  | 4           | 3           |  |  | 3            | Priscilla Hon | 7            | 3            | 1            |  |
|  |             | Eri Hozumi    | Eri Hozumi    | 2           | 3           |  |  | 8            | Harmony Tan   | 5            | 6            | 6            |  |
|  | 8           | Harmony Tan   | Harmony Tan   | 6           | 6           |  |  |              |               |              |              |              |  |

### Sezione 4
|  | Primo turno | Primo turno    | Primo turno    | Primo turno | Primo turno |  |  | Ultimo turno | Ultimo turno | Ultimo turno | Ultimo turno | Ultimo turno |  |
|  |             |                |                |             |             |  |  |              |              |              |              |              |  |
|  | 4           | Danielle Lao   | 3              | 6           | 6           |  |  |              |              |              |              |              |  |
|  |             | Mai Hontama    | 6              | 4           | 3           |  |  | 4            | Danielle Lao | Danielle Lao | 1            | 4            |  |
|  | WC          | Katie Volynets | Katie Volynets | 5           | 0           |  |  | 5            | Kristie Ahn  | Kristie Ahn  | 6            | 6            |  |
|  | 5           | Kristie Ahn    | Kristie Ahn    | 7           | 6           |  |  |              |              |              |              |              |  |